# Harry Antrim
Harry E. Antrim, auch Henry Antrim (* 27. August 1884 in Chicago, Illinois; † 18. Januar 1967 in Los Angeles, Kalifornien) war ein US-amerikanischer Schauspieler.

## Leben und Karriere
Harry Antrim arbeitete seit den 1900er-Jahren als Schauspieler, unter anderem in Vaudeville-Shows und beim Theater. Auch in der Oper soll er aufgetreten sein. 1936 machte er sein Filmdebüt in einer kleinen Rolle als Chauffeur im Film Perlen zum Glück an der Seite von Marlene Dietrich und Gary Cooper. Im selben Jahr wurde er auch mit der Komödie In the Bag erstmals am Broadway tätig. Bis 1945 war Antrim in weiteren sechs Broadway-Stücken zu sehen, ehe er sich hauptsächlich auf seine Filmkarriere konzentrierte. 
Der bei dem Großteil seiner Filme bereits im fortgeschrittenen Alter befindliche, korpulente Charakterdarsteller verkörperte in Nebenrollen vorwiegend Autoritätsfiguren wie Richter, Doktoren, Bürgermeister, Abgeordnete oder Väter. Zu seinen bekannteren Rollen zählen der Kaufhausdirektor im Weihnachtsfilm-Klassiker Das Wunder von Manhattan sowie der Freund von Van Heflin im Film noir Akt der Gewalt von Fred Zinnemann. Ab den 1950er-Jahren war er auch als Gastdarsteller in Serien wie Die Leute von der Shiloh Ranch, Rauchende Colts, Bronco und Alfred Hitchcock präsentiert zugegen. Insgesamt wirkte er an über 100 Film- und Fernsehproduktionen mit. Seine letzte Rolle übernahm er kurz vor seinem Tod in der Fernsehserie Green Acres.
Antrim starb im Januar 1967 im Alter von 82 Jahren an einem Herzinfarkt. Er war seit 1935 mit Bernice Gorman verheiratet.

## Filmografie (Auswahl)
- 1934: Sex Madness
- 1936: Perlen zum Glück (Desire)
- 1936: Kleinstadtmädel (Small Town Girl)
- 1940: Angels Over Broadway
- 1947: Das Wunder von Manhattan (Miracle on 34th Street)
- 1948: Betrug (Larceny)
- 1948: The Luck of the Irish
- 1948: Geld oder Liebe (Let’s Live a Little)
- 1948: Words and Music
- 1948: Akt der Gewalt (Act of Violence)
- 1949: Ma and Pa Kettle
- 1949: Hoher Einsatz (Any Number Can Play)
- 1949: Die Menschenfalle (Trapped)
- 1949: Die Erbin (The Heiress)
- 1949: Griff in den Staub (Intruder in the Dust)
- 1949: Tödliche Grenze (Border Incident)
- 1949: Todesfalle von Chikago (Chicago Deadline)
- 1949: Strafsache Thelma Jordon (The File on Thelma Jordon)
- 1949: Liebe auch ohne Patent (Free for All)
- 1949: Side Street
- 1950: Ins Leben entlassen (Outside the Wall)
- 1950: Entgleist (No Man of Her Own)
- 1950: Inspektor Goddard (Appointment with Danger)
- 1950: Fluch des Blutes (Devil’s Doorway)
- 1950: I’ll Get By
- 1951: Mr. Belvederes zweite Jugend (Mr. Belvedere Rings the Bell)
- 1951: Verfolgt (Tomorrow Is Another Day)
- 1951: In all meinen Träumen bist Du (I’ll See You in My Dreams)
- 1952: Meuterei auf dem Piratenschiff (Mutiny)
- 1952: Der König der Wildnis (The Lion and the Horse)
- 1952: Wir sind gar nicht verheiratet (We’re Not Married!)
- 1954: Ritter der Prärie (The Bounty Hunter)
- 1955: Vater ist der Beste (Father Knows Best, Fernsehserie, 2 Folgen)
- 1955: I Love Lucy (Fernsehserie, Folge 5x10)
- 1955: Ein Mann wie der Teufel (A Lawless Street)
- 1955–1956: The Great Gildersleeve (Fernsehserie, 6 Folgen)
- 1956: Die Frau im goldenen Cadillac (The Solid Gold Cadillac)
- 1957: Der Mann mit den 1000 Gesichtern (Man of a Thousand Faces)
- 1957: So enden sie alle (Baby Face Nelson)
- 1958: Reporter der Liebe (Teacher’s Pet)
- 1958: Duell im Morgengrauen (Gunman’s Walk)
- 1958, 1961: Sugarfoot (Fernsehserie, 2 Folgen)
- 1959: Der Revolverheld von Laredo (Gunmen from Laredo)
- 1959: Fury (Fernsehserie, Folge 5x01)
- 1959: Tausend Meilen Staub (Rawhide, Fernsehserie, Folge 2x06)
- 1960: Elmer Gantry
- 1960: Lawman (Fernsehserie, 2 Folgen)
- 1960: Bonanza (Fernsehserie, Folge 2x11)
- 1960, 1961: The Andy Griffith Show (Fernsehserie, 2 Folgen)
- 1962: Rauchende Colts (Gunsmoke, Fernsehserie, Folge 7x23)
- 1963: Dennis, Geschichten eines Lausbuben (Dennis the Menace, Fernsehserie, Folge 4x20)
- 1963: Alfred Hitchcock zeigt (The Alfred Hitchcock Hour, Fernsehserie, Folge 2x03)
- 1963: Die Leute von der Shiloh Ranch (The Virginian, Fernsehserie, Folge 2x07)
- 1965: Eine Uni voller Affen (The Monkey’s Uncle)
- 1967: Green Acres (Fernsehserie, Folge 2x23)